# Searchmonkey
SearchMonkey é  leve usa Gtk, buscador de arquivos usando expressões regulares, com o objetivo de substituir o pesado find/grep com uma interface de usuário rapida fornece um mark-up indicando locais e quantidade de texto. O objetivo é fornecer um buscador simples de usar e acessível ferramenta de pesquisa para os utilizadores usuário finais, os programadores de software e afins.